# Aziatische kampioenschappen schaatsen 2013
De Aziatische kampioenschappen schaatsen 2013 werden op 29 en 30 december 2012 verreden op de provinciale ijsbaan van Jilin te Changchun, China.
Deze kampioenschappen bestonden uit een allround- en een afstandendeel. Het allrounddeel was de veertiende editie van de Continentale kampioenschappen schaatsen voor Azië, het Aziatisch kwalificatietoernooi voor de wereldkampioenschappen schaatsen allround 2013. Tegelijkertijd vonden de Aziatische kampioenschappen schaatsen afstanden plaats. De 1500 meter en de lange afstanden werden maar eenmaal verreden en telden zowel als afstandskampioenschap als voor het allroundkampioenschap. Er namen schaatsers uit zes landen deel aan het afstandstoernooi. Naast China, Japan, Kazachstan, Mongolië en Zuid-Korea was ook het voor schaatsbegrippen exotische Singapore vertegenwoordigd. De Singaporese shorttracker Lim June Liang nam deel aan de 500 en 1000 meter en reed op beide afstanden een nationaal record op de langebaan.
De toernooiwinnaars van 2012 in het Kazachse Astana waren de Zuid-Koreaan Lee Seung-hoon en de Japanse Miho Takagi. Takagi werd opgevolgd door haar ervaren landgenote Masako Hozumi, Lee volgde zichzelf op.

## Mannentoernooi

### Allround
Er namen negen mannen uit vijf landen (China, Japan, Kazachstan, Mongolië en Zuid-Korea) aan deze editie deel. De Zuid-Koreaan Lee Seung-hoon won dit continentaal kampioenschap voor de vierde opeenvolgende keer, het was de zesde Koreaanse overwinning.
| Rang   | Schaatser             | Land       | Punten  | 500m      | 5000m          | 1500m       | 10.000m         |
| ------ | --------------------- | ---------- | ------- | --------- | -------------- | ----------- | --------------- |
| Goud   | Lee Seung-hoon        | Zuid-Korea | 154,527 | 38,19 (8) | 6.29,35 BR (1) | 1.50,38 (2) | 13.32,18 BR (1) |
| Zilver | Dmitri Babenko        | Kazachstan | 155,276 | 37,93 (7) | 6.31,86 (2)    | 1.49,75 (1) | 13.51,55 (2)    |
| Brons  | Sun Longjiang         | China      | 156,600 | 36,73 (3) | 6.47,57 (5)    | 1.50,80 (3) | 14.03,61 (4)    |
| 4      | Kim Cheol-min         | Zuid-Korea | 157,511 | 37,64 (6) | 6.46,03 (3)    | 1.52,04 (6) | 13.58,45 (3)    |
| 5      | Hiroki Abe            | Japan      | 157,739 | 37,36 (4) | 6.47,49 (4)    | 1.51,64 (5) | 14.08,34 (5)    |
| 6      | Junya Miwa            | Japan      | 159,239 | 36,48 (1) | 6.57,84 (8)    | 1.52,07 (7) | 14.32,38 (7)    |
| 7      | Teppei Mori           | Japan      | 159,397 | 37,61 (5) | 6.52,69 (6)    | 1.53,18 (8) | 14.15,84 (6)    |
| NS4    | Li Bailin             | China      | 115,465 | 36,68 (2) | 6.57,82 (7)    | 1.51,01 (4) |                 |
| DQ2    | Galbaatar Uuganbaatar | Mongolië   | 77,300  | 38,60 (9) | DQ             | 1.56,10 (9) |                 |

### Afstanden
| Afstand | Goud           | Zilver         | Brons         |
| ------- | -------------- | -------------- | ------------- |
| 2×500m  | Guo Qiang      | Cha Min-kyu    | Kim Tae-yoon  |
| 1000m   | Li Bailin      | Han Jialiang   | Cha Min-kyu   |
| 1500m   | Dmitri Babenko | Lee Seung-hoon | Sun Longjiang |
| 5000m   | Lee Seung-hoon | Dmitri Babenko | Kim Cheol-min |
| 10.000m | Lee Seung-hoon | Dmitri Babenko | Kim Cheol-min |

## Vrouwentoernooi

### Allround
Er namen acht vrouwen uit drie landen (China, Japan en Zuid-Korea) aan deze editie deel. De Japanse Masako Hozumi werd voor de derde keer de winnares van dit continentaal kampioenschap, het was de twaalfde Japanse overwinning.
| Rang   | Schaatsster   | Land       | Punten  | 500m      | 3000m          | 1500m       | 5000m          |
| ------ | ------------- | ---------- | ------- | --------- | -------------- | ----------- | -------------- |
| Goud   | Masako Hozumi | Japan      | 166,808 | 41,77 (7) | 4.10,55 BR (1) | 2.00,99 (2) | 7.09,50 BR (1) |
| Zilver | Eriko Ishino  | Japan      | 167,592 | 41,23 (6) | 4.14,11 (2)    | 2.01,34 (3) | 7.15,65 (2)    |
| Brons  | Kim Bo-reum   | Zuid-Korea | 168,010 | 41,08 (5) | 4.17,96 (4)    | 2.00,57 (1) | 7.17,47 (3)    |
| 4      | Maki Tabata   | Japan      | 169,149 | 40,78 (4) | 4.19,00 (5)    | 2.02,38 (4) | 7.24,10 (5)    |
| 5      | Miho Takagi   | Japan      | 169,932 | 40,58 (3) | 4.19,48 (6)    | 2.02,71 (5) | 7.32,03 (6)    |
| 6      | Park Do-yeong | Zuid-Korea | 170,284 | 41,80 (8) | 4.17,31 (3)    | 2.03,82 (7) | 7.23,26 (4)    |
| 7      | Zhao Xin      | China      | 171,271 | 40,26 (1) | 4.23,10 (7)    | 2.03,40 (6) | 7.40,28 (7)    |
| DQ4    | Liu Yichi     | China      | 125,986 | 40,30 (2) | 4.25,38 (8)    | 2.04,37 (8) | DQ             |

### Afstanden
| Afstand | Goud          | Zilver        | Brons         |
| ------- | ------------- | ------------- | ------------- |
| 2×500m  | Yu Jing       | Zhang Hong    | Li Dan        |
| 1000m   | Zhang Hong    | Lee Bo-ra     | Li Dan        |
| 1500m   | Kim Bo-reum   | Masako Hozumi | Eriko Ishino  |
| 3000m   | Masako Hozumi | Eriko Ishino  | Park Do-yeong |
| 5000m   | Masako Hozumi | Eriko Ishino  | Kim Bo-reum   |

## WK-kwalificatie
Vanaf het WK allround van 1999 is het aantal deelnemers hieraan door de ISU op 24 vastgesteld. De startplaatsen werden voortaan per continent verdeeld.
Op basis van de uitslag van het WK allround 2012 had Azië bij het WK allround 2013 recht op drie startplaatsen bij de mannen en vier bij de vrouwen. Deze startplaatsen werden als volgt verdeeld:
|         | 3     | 2 | 1                             |
| ------- | ----- | - | ----------------------------- |
| Mannen  | -     | - | China, Kazachstan, Zuid-Korea |
| Vrouwen | Japan | - | Zuid-Korea                    |

1994 Sapporo · 
1995 Ulaanbaatar · 
1997 Obihiro · 
1998 Obihiro · 
2000 Ulaanbaatar · 
2001 Harbin · 
2004 Chuncheon · 
2005 Ikaho · 
2007 Changchun · 
2008 Shenyang · 
2009 Tomakomai · 
2010 Obihiro · 
2011 Harbin · 
2012 Astana · 
2013 Changchun · 
2014 Tomakomai · 
2015 Changchun